# Juan Francisco de Esquivel
Juan Francisco de Esquivel y la Rosa fue un funcionario real español que se desempeñó como fiscal de la Audiencia de México en la Nueva España. Fue designado por la Audiencia Real como gobernador interino de Yucatán en 1663, a la muerte de José Campero de Sorredevilla. Fue retirado del cargo cuando llegó inesperadamente a sustituirlo Rodrigo Flores de Aldana cuyo nombramiento fue revertido a los pocos meses de tomar posesión y entonces de Esquivel y la Rosa volvió a asumir el cargo. Rodrigo Flores habría de retornar a la gubernatura al cabo de un poco más de dos años por disposición real dada poco antes de la muerte de Felipe IV, volviendo a desplazar a Juan Francisco de Esquivel.

## Datos históricos de la gubernatura de Juan Francisco de Esquivel
Durante su administración tuvo que hacer frente de manera constante a dos flagelos peninsulares de la época: los piratas, particularmente holandeses, y la hambruna, provocada en esa época por frecuentes plagas de langosta que asolaron los campos y las villas de la península de Yucatán.
Enfrentándose a esos problemas estaba, cuando en julio de 1664 se presentó, procedente de Cuba, donde había sido gobernador, Rodrigo Flores de Aldana, con una orden real para que Juan Francisco de Esquivel regresara a su puesto de fiscal de la Audiencia de México en la ciudad capital del virreinato y le entregara el cargo de Capitán General de Yucatán.
Juan Francisco de Esquivel cumplió la orden pero presentó su queja a la Audiencia pidiendo que se le restituyera en el cargo. A los pocos meses, por las innumerables quejas que se recibieron de la conducta abusiva de Rodrigo Flores, tanto en Yucatán como en su encargo previo en Cuba, hubo un pronunciamiento real para revertir el nombramiento de este. Fue así como, cinco meses después de haber sido desplazado, Juan Francisco de Esquivel retornó a su cargo como cobernador de Yucatán.
Pero no concluyó ahí el asunto. Rodrigo Flores viajó a España e hizo valer sus oficios ante el Rey del que años antes había sido paje. Poco antes de morir en septiembre de 1665, Felipe IV decidió restituir a Flores de Aldana en la gubernatura de Yucatán y aunque, por la muerte del soberano, esto no se dio sino hasta dos años más tarde, en diciembre de 1667, Rodrigo Flores de Aldana volvió a desplazar a Juan Francisco de Esquivel a quien, en esa ocasión, le fincó un juicio de residencia.
De su experiencia en el combate a los piratas y aún después de dejar el cargo de gobernador, ante la precariedad del puerto de Campeche por cuanto a sus defensas frente a los filibusteros, ya que era la única entrada y salida de mercancías con las que comerciaba toda la península de Yucatán, Juan Francisco de Esquivel preparó en 1672 una recomendación a la Audiencia de México para que se construyera el fuerte de San Benito en Campeche. La recomendación fue atendida proveyéndose los fondos para darle la protección necesaria a la plaza.